# Абура-сумасі
Абура-сумасі (яп. 油すまし, «вичавлювач олії») — істота в японській міфології. Рідкісний йокай, який виглядає як присадкуватий чоловічок з великою потворною головою. Мешкав в гірських перевалах у префектурі Кумамото.

## Опис
Це низенька істота, з потворною, схожою на картоплю головою, і в накидці з соломи. Мало що відомо про звички та спосіб життя цього йокая.
Найбільш відомий абура-сумасі мешкає на перевалі Кусадзумігое в Кумамото, але він з'являється рідко і помітити його можуть лише деякі мандрівники. За переказами, одним із вечорів, жінка похилого віку, проходячи цією дорогою зі своїм онуком, сказала хлопчику, «Давним давно, жив тут демон, що звався абура-сумасі». Але як тільки вона сказала про демона, як таємничий голос сказав «Я й досі тут живу!». У рідкісних випадках абура-сумасі з'являються мандрівникам, матеріалізуючись із повітря.
Ім'я абура-сумасі означає «вичавлювач олії» і походить від процесу вичавлювання олії з насіння чайного куща, що росте в Кумамото. Хоча походження цього імені невідоме, вважається, що абура-сумасі — це привиди злодіїв олії, які втекли від переслідування до лісу. Справа в тому, що чайна олія була дуже дорогим товаром, тому що доводилося витрачати багато зусиль, щоб витягти її з насіння. Тому крадіжка олії вважалася серйозним злочином. Ті злодії, які залишалися безкарними, після смерті перетворювалися на йокаїв — це було божественне покарання за їхні гріхи.
Зовнішній вигляд абура-сумасі у сучасних засобах масової інформації як «присадкувата істота з тілом, покритим солом'яною шубою, і головою, схожою на картоплину або кам'яною головою», натхненний роботами японського мангаки Сігеру Мідзукі.